# Paolo Rossi
Paolo Rossi (Prato, 23 de setembro de 1956 — Siena, 9 de dezembro de 2020) foi um futebolista italiano que atuou como centroavante.
Celebrizou-se como o principal condutor do tricampeonato mundial da Seleção Italiana na Copa do Mundo FIFA de 1982. O atacante foi o carrasco da favorita Seleção Brasileira, e marcou os três gols da vitória italiana que desclassificou os sul-americanos, no que ficou conhecido como "tragédia do Sarrià" (o estádio em Barcelona onde realizou-se a partida), considerada uma derrota muito marcante na história da Seleção Canarinho.
Rossi marcaria outras três vezes posteriormente e terminou também como artilheiro daquela Copa, tornando-se para seus compatriotas Il Bambino d'Oro ("O Menino de Ouro"). É o único a ganhar os três principais prêmios da Copa em uma edição do torneio: o título, a artilharia e a eleição de melhor jogador. Apesar do físico frágil e pequeno, e de sucessivas lesões no joelho, marcou época também na Juventus, onde marcou 57 gols em 162 jogos, sendo um dos grandes nomes da equipe de Turim na década de 1980.
Dividiu seu tempo entre a produção de vinho e azeite de oliva com sua farmácia na Toscana e como comentarista esportivo da Sky Itália. Ele também foi embaixador das Nações Unidas para Profissionais do Futebol contra a Fome.

## Carreira em clubes

### Início
Aos quinze anos de idade, Rossi entrou nas categorias de base da Juventus, debutando na equipe principal em 1973, aos 17. Sem chamar atenção o suficiente, foi emprestado em 1975 ao pequeno Como, onde também passou despercebido. Foi então vendido ao Vicenza (então chamado Lanerossi Vicenza). Ali, triunfou: logo na primeira temporada, levou o clube ao difícil título da segunda divisão, da qual foi artilheiro após marcar 21 vezes. E, na temporada seguinte, a de 1977–78, por pouco não conduz a equipe do Vêneto ao título da Serie A, sendo artilheiro e vice-campeão. Performances que o levaram à Seleção Italiana já em 1977 e à Copa do Mundo FIFA de 1978 ao final de sua segunda temporada.
Rossi fez um excelente mundial, mas seguiu no Vicenza após a Copa. Surpreendentemente, a equipe foi rebaixada na temporada que se seguiu, mesmo com Rossi marcando 15 vezes em 25 jogos e terminando na vice artilharia; o clube terminou na 14.ª posição, empatado com o 13.º (o Bologna) em pontos, mas em desvantagem no saldo de gols. Na Copa da UEFA, a equipe caíra já no primeiro confronto, contra o Dukla Praga. Rossi então foi emprestado pelos biancorossi para o Perugia, que havia sido o vice-campeão italiano.[carece de fontes?]
Nos grifoni, fez uma razoável temporada 1979–80. Na Copa da UEFA, o desempenho foi esquecível, com o clube caindo nos dezesseis-avos-de-final contra os gregos do Aris Salônica. Já na Serie A, a equipe da Úmbria terminou apenas em décimo, mas Rossi ficou outra vez entre os artilheiros do campeonato, desta vez em terceiro.[carece de fontes?] Seu desempenho seria terrivelmente ofuscado pelo escândalo do Totonero, como ficou conhecida as manipulações de resultados feitas por um grupo de apostadores do Totocalcio, a loteria esportiva italiana. A ilegalidade já vinha sendo denunciada no ano anterior, com a temporada 1978–79 posta em dúvida por uma publicação comunista, Paese Sera. A farsa veio à tona com cheques dos atletas envolvidos, que haviam resolvido fazer suas próprias apostas.
As investigações concluíram o envolvimento de pelo menos 27 atletas de sete diferentes clubes. Rossi foi um dos envolvidos, bem como suas equipes do Vicenza e do Perugia. 48 pessoas foram presas, incluindo jogadores e dirigentes, com a polícia indo aos estádios para prendê-los cinematograficamente, o que só aumentou a exposição. Rossi sempre negou sua participação nas armações sendo inocentado na justiça comum. A justiça desportiva, todavia, o suspendeu por três anos, pena que seria diminuída para dois para que ele pudesse disputar a Copa do Mundo FIFA de 1982.

### Juventus
Mesmo com a punição (um de seus acusadores, posteriormente, admitiria que as provas contra Rossi eram forjadas), que o proibia de disputar inclusive amistosos, foi contratado em 1981, ainda em meio à suspensão, pelo clube onde iniciara a vida de jogador, a Juventus. Estava recolhido em Vicenza, apegado ao seu catolicismo fervoroso e a treinos diários para manter a forma. A pena terminou em 28 de maio de 1982, a um mês da Copa, da qual Rossi terminou consagrado.
Além de Rossi, cinco dos titulares tricampeões com a Squadra Azzurra eram juventinos: Dino Zoff, Gaetano Scirea, Antonio Cabrini, Claudio Gentile e Marco Tardelli. Então bicampeã italiana, a Velha Senhora ainda reforçou-se com dois astros estrangeiros da Copa, o francês Michel Platini e o polonês Zbigniew Boniek. Não foi o suficiente para ganhar o que mais importava na temporada que se seguiu; o scudetto ficou com a Roma; Rossi, que marcou apenas sete vezes na Serie A, teve um retrospecto mais satisfatório na Copa dos Campeões da UEFA, sendo artilheiro da competição ao marcar seis vezes na campanha que levou a Juventus para a sua segunda final no torneio - havia perdido a primeira, em 1973, para o Ajax de Johan Cruijff.
Porém, novamente o clube de Turim ficou no vice-campeonato, ao ser batido por 0–1 pelo Hamburgo. Restou apenas o consolo da Copa da Itália. A temporada posterior, 1983–84, terminou melhor: Rossi marcou seis vezes a mais na Lega Calcio e, em meio ao esquadrão bianconero, foi campeão italiano após acirrada disputa contra a Roma, no que foi o primeiro e único scudetto em que o Bambino ganhou em campo (a Juventus foi campeã em 1982 com ele ainda suspenso). Faturou também a Recopa Europeia, o troféu continental mais importante até então já vencido pelo clube.
Com o título italiano, Juventus e Rossi disputaram novamente a Copa dos Campeões da UEFA. Ele marcou cinco vezes, ficando na vice artilharia, em outra campanha em que a Juventus conseguiu chegar à final. Na terceira tentativa, o clube conseguiu a sonhada conquista (os rivais Internazionale e Milan já possuíam cada um duas), ao bater o detentor do título, o tetracampeão Liverpool (os dois clubes inclusive haviam se enfrentado na Supercopa Europeia do ano anterior, com vitória italiana). A Copa dos Campeões foi para Turim, todavia, manchada pela tragédia de Heysel, em que 39 torcedores italianos acabaram mortos devido à ação dos hooligans britânicos.
Com o foco na conquista inédita, o clube descuidou-se na Serie A, terminando apenas em sexto, e com somente três gols de Rossi. Ao final da temporada, ele e Boniek acabaram saindo da Juventus.

### Aposentadoria
Rossi foi contratado pelo então decadente Milan, que ensaiava uma reação - havia sido rebaixado duas vezes naquela década, uma delas devido ao envolvimento direto da equipe no Totonero - ao ser adquirido pelo magnata Silvio Berlusconi. Rossi, porém, não deu tão certo nos rossoneri, marcando apenas duas vezes em uma fraca campanha milanista na Serie A de 1985–86 (sétimo lugar). Isso não o impediu de ir para a Copa do Mundo FIFA de 1986, mas após o torneio foi desligado do clube.
Prejudicado por problemas nos joelhos, Rossi não se saiu muito melhor - os gialloblù terminaram em quarto, seis pontos atrás do campeão Napoli, mas com apenas quatro gols de sua estrela - e aposentou-se ao fim da temporada 1986–87.

## Seleção Italiana

### Copa do Mundo de 1978
Rossi debutou pela Itália em um amistoso no dia 21 de dezembro de 1977, com a equipe já classificada para a Copa do Mundo FIFA de 1978. Ele, que no mesmo 1978 participara do Campeonato Europeu Sub-21, terminou incluído no grupo que foi ao mundial após sua grande temporada 1977–78 no Vicenza, em que terminara artilheiro e vice-campeão. Marcou seu primeiro gol em sua quinta partida pela Azzurra, já na Copa, na estreia contra a França (vitória por 2–1). Outro veio no jogo seguinte, um 3–1 contra a Hungria. A Itália terminou líder na primeira fase após bater a anfitriã e futura campeã, a Argentina.
A segunda fase foi decidida em novos grupos, e não em mata-matas, a exemplo da Copa anterior, com duas chaves, cada uma com quatro seleções lutando por uma vaga na decisão. A Itália empatou sem gols o primeiro jogo, contra a Alemanha Ocidental, e venceu por 1–0 a Áustria com um gol de Rossi, seu terceiro na Copa. Na última partida, a Squadra Azzurra precisava derrotar os Países Baixos, que detinham a vantagem do empate pelo melhor desempenho no grupo. Os italianos saíram na frente, mas perderiam de virada e tiveram de contentar-se com a partida pelo terceiro lugar, onde foram derrotados pelo Brasil.
Rossi saiu da Argentina como o principal destaque italiano, sendo o artilheiro azzurro e tendo feito boa dupla ofensiva com o astro Roberto Bettega. Foi um dos atacantes escolhidos para o elenco ideal do torneio.

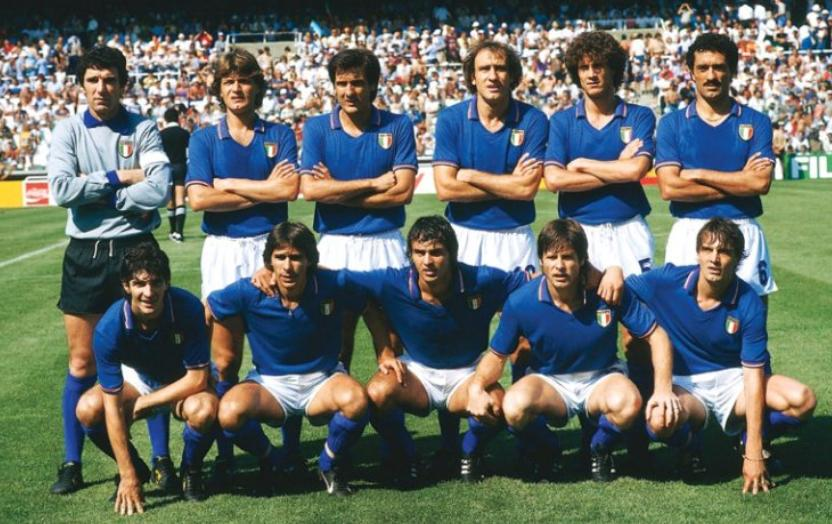
A Seleção Italiana na vitoriosa Copa do Mundo FIFA de 1982. Rossi é o primeiro agachado, da esquerda para a direita.

### Copa do Mundo de 1982
Tendo feito uma boa temporada já no Perugia, era um nome certo na Eurocopa 1980, que seria sediada na Itália. Dois meses antes do torneio, todavia, foi suspenso em razão de seu envolvimento no Totonero. A punição começou em 24 de abril, apenas cinco dias depois de um amistoso preparatório.[carece de fontes?] Em 28 de maio de 1982, menos de um mês após o fim da suspensão (no dia 2) voltou a jogar, e como titular, pela Itália, no último amistoso do país para a Copa do Mundo FIFA de 1982.[carece de fontes?] A aposta do técnico Bearzot em Rossi, em detrimento de Roberto Pruzzo - justamente, o artilheiro dos dois campeonatos italianos recém-disputados, nos quais Rossi fora impedido de jogar - foi uma das grandes fontes de crítica da mídia italiana em relação ao escrete azzurro.
Rossi não marcou na partida e nem nos três jogos dos italianos na primeira fase, passando anônimo. Por pouco o país não terminou eliminado ali; após empatar as três partidas, ficou em segundo, empatado com Camarões em pontos e no saldo de gols, avançando apenas por ter feito um gol a mais que os africanos.[carece de fontes?] Tal qual como nas duas Copas anteriores, a segunda fase também ocorreria em grupos, desta vez quatro, com três países cada e com cada um destinando uma vaga nas semifinais. A desacreditada Itália - cujo elenco era tido como inferior ao de 1978, considerado mais habilidoso - caiu no chamado "grupo da morte definitivo", ao lado de dois favoritos ao título, Brasil e Argentina.
Na primeira partida, contra os argentinos, Rossi demonstrou melhora, após previsível a falta de ritmo na primeira fase em decorrência da suspensão: quase marcou um gol, e na sequência - o goleiro Ubaldo Fillol rebatera a bola - Antonio Cabrini marcou um dos gols na vitória por 2–1. O jogo seguinte decidiria a vaga: os brasileiros também haviam vencido os argentinos, mas por 3–1, o que lhes daria a vantagem do empate.

#### Brasil x Itália
O favoritismo estava com a Seleção Brasileira também pelos resultados arrasadores dos canarinhos, que apresentavam o futebol mais encantador do torneio, com treze gols em quatro partidas até aquela decisão antecipada, em contraste com o ambiente italiano - os europeus não apresentavam brilho e eram duramente criticados por sua imprensa, o que faria a delegação preferir ficar reclusa dos jornalistas.
Naquela partida, Rossi enfim despertou, e cedo: aos 8 minutos,[carece de fontes?] aproveitando-se de certo vacilo da defesa brasileira, ele cabeceou sem dificuldades um preciso cruzamento de Cabrini - que recebera a bola de Bruno Conti após este caminhar quarenta metros com ela sem ser incomodado - para as redes de Waldir Peres. A reação brasileira foi rápida, com Zico tirando três italianos da jogada no mesmo lance em que serviu para Sócrates empatar, quatro minutos depois.[carece de fontes?] Aos 25, quando o Brasil já parecia ter reassumido o controle, Rossi interceptou um passe errado de Toninho Cerezo para Júnior e venceu novamente Waldir Peres.
Veio o segundo tempo e, aos 23 minutos, Falcão acertou um forte chute de fora da área, igualando novamente a partida e dando a impressão que o Brasil conseguia se assegurar na semifinal. Sete minutos depois, aos 30,[carece de fontes?] todavia, Marco Tardelli cobrou um escanteio, cujo rebote veio justamente para os pés de um desmarcado Rossi, que completou seu hat-trick, dando números finais a um dos jogos tidos como dos mais eletrizantes das Copas. Nas semifinais, Rossi continuou sua evolução, marcando os dois gols nos 2–0 sobre a forte Polônia, recolocando a Azzurra na final depois de doze anos.

#### Final
A decisão foi contra a Alemanha Ocidental, e quem vencesse igualaria o tricampeonato do Brasil. A Itália poderia ter aberto o placar com um pênalti aos 24 minutos, mas Cabrini desperdiçou a cobrança. O primeiro tempo foi truncado, com os dois times limitando-se a destruir as jogadas um do outro. O gol viria só na segunda etapa, aos 12 minutos: Gabriele Oriali sofrera falta de Karl-Heinz Rummenigge. Rapidamente cobrado, o tiro livre encontrou Claudio Gentile, que cruzou para a área. Antecipando-se ao colega Cabrini, Rossi venceu o goleiro Harald Schumacher com um cabeceio e marcou seu sexto gol no torneio, isolando-se na artilharia, que dividia até então com Rummenigge. Tardelli fez o segundo aos 24 e Alessandro Altobelli, o terceiro, aos 37.[carece de fontes?] Paul Breitner ainda diminuiria aos 39, mas o jogo já estava perdido para os germânicos.

#### Premiações
O protagonismo no improvável título italiano lhe renderia premiações de melhor jogador europeu do ano, como a Ballon d'Or e o Onze d'Or, além da Bola de Ouro da Copa e de um óbvio lugar outra vez no elenco ideal do torneio. Aclamado como o herói italiano, Rossi demonstrou-se especialmente grato ao técnico Enzo Bearzot: "Bearzot demonstrou confiança em mim durante um período particularmente difícil da minha vida, algo pelo qual serei sempre grato. Ele me ajudou a encontrar o caminho do gol depois de dois anos fora do futebol, a gostar de jogar novamente e a achar meu foco e minha autoconfiança.", declarou Il Bambino d'Oro. O mesmo treinador o chamou para a Copa seguinte, a de 1986, mesmo com Rossi vindo de fraca temporada no Milan.

### Decadência
Até então, Rossi vinha irregular também na Azzurra: após a Copa de 1982, só voltou a marcar já na sétima partida por seu país, fazendo três gols nos onze jogos seguintes ao título - um deles, o de número 800 da seleção. Os campeões do mundo ficaram vergonhosamente de fora da Eurocopa 1984 ao terminarem em penúltimo em seu grupo nas eliminatórias, somando apenas 5 pontos contra quatro adversários.[carece de fontes?]
A sensação de que tudo havia dado certo para os italianos em seus quatro jogos finais daquela Copa aumenta com a constatação de certos números: antes destas vitórias, eles vinham de seis partidas sem vencer, incluindo os três empates da fase inicial, e após o torneio ficariam outros seis jogos sem triunfos, só voltando a ter uma vitória em outubro de 1983. Na Copa de 1986, para a qual os italianos já estavam automaticamente classificados como detentores do título, Rossi, lesionado, acabou não sendo utilizado. Sua última partida oficial pela Itália foi no último amistoso antes do mundial.[carece de fontes?]
Um ano depois, quando se aposentaria definitivamente, voltaria a vestir a malha Azzurra. Foi na segunda edição da Copa Pelé, um mundial amistoso para jogadores veteranos, disputado no Brasil, e que vinha fazendo grande sucesso; a Itália trouxera também Roberto Boninsegna (autor do único gol italiano na final da Copa de 1970) e Enrico Albertosi (goleiro daquela Copa), curiosamente outro punido no escândalo Totonero - no caso dele, que jogava pelo igualmente castigado Milan, havia sido banido definitivamente. No torneio, Rossi chegou a jogar no CEPEUSP.
Foi só ao visitar o país que Rossi se dera conta de como era encarado nele: "Em São Paulo, ao pegar um táxi, o motorista me olhava pelo retrovisor e, ao me reconhecer, parou o carro e me fez descer". Durante um jogo do torneio no Estádio do Canindé, resolveu não jogar o segundo tempo após receber dos 25 mil espectadores não só olhares ameaçadores, como também cascas de banana, amendoins e moedas das arquibancadas quando se aproximava da linha lateral.
A experiência, e não aquele jogo contra o Brasil em si, faria com que ele intitulasse sua autobiografia com o nome Fiz o Brasil Chorar (ISBN 8886713851), lançada em 2002, no vigésimo aniversário do mundial. No Brasil, em 1982, ele também "batizou" uma epidemia de gripe que ocorreu algum tempo depois da Copa.

## Morte
Morreu no dia 9 de dezembro de 2020, aos 64 anos, de um mal súbito, segundo o periódico esportivo italiano La Gazzetta dello Sport. Pouco tempo antes ele havia descoberto um câncer de pulmão, e sua morte foi relacionada a essa doença.

## Títulos

### Troféus
Vicenza
- Campeonato Italiano - Série B: 1976–77

Juventus
- Campeonato Italiano: 1981–82 e 1983–84
- Copa da Itália: 1982–83
- Recopa Europeia: 1983-84
- Supercopa Europeia: 1984
- Copa dos Campeões da UEFA: 1984–85

Seleção Italiana
- Copa do Mundo FIFA: 1982

### Premiações individuais
- Artilheiro do Campeonato Italiano - Série B: 1977
- Artilheiro do Campeonato Italiano: 1978
- Artilheiro da Copa dos Campeões da UEFA: 1982–83
- Artilheiro da Copa do Mundo FIFA de 1982 - 6 gols
- Bola de Ouro da Copa do Mundo: 1982
- All Star Team: 1982
- Premio de Futebolista do Mundo "World Soccer": 1982
- Ballon d'Or de 1982
- Onze d'Or de 1982
- FIFA 100
- IFFHS ALL TIME DREAM TEAMS ITALY (Time C)[16]